# Giovanni Evangelisti
Giovanni Evangelisti (* 11. September 1961 in Rimini) ist ein ehemaliger italienischer Weitspringer.

## Sportliche Erfolge
Evangelisti nahm an drei Olympischen Spielen (1984 in Los Angeles, 1988 in Seoul und 1992 in Barcelona), drei Freiluft-Weltmeisterschaften (1983 in Helsinki, 1987 in Rom und 1991 in Tokio) sowie vier Freiluft-Europameisterschaften (1982 in Athen, 1986 in Stuttgart, 1990 in Split und 1994 in Helsinki) teil.
Sein größter Erfolg war der Gewinn der Bronzemedaille mit 8,24 m bei den Olympischen Spielen 1984 in Los Angeles. Evangelisti musste sich dabei nur Carl Lewis und Gary Honey geschlagen geben.
Evangelistis Freiluft-Bestleistung von 8,43 m, aufgestellt am 16. Mai 1987 im italienischen San Giovanni Valdarno, bedeutete einen Landesrekord, der erst 2007 von Andrew Howe bei den Weltmeisterschaften in Osaka verbessert wurde.
Evangelisti rangiert mit seiner Bestleistung auf Rang 46 der ewigen Weltbestenliste. (Stand 29. November 2016)
Bei einer Größe von 1,79 m betrug sein Wettkampfgewicht 70 kg.

## Kontroverse
Bei den Weltmeisterschaften in Rom verdrängte Evangelisti mit seinem letzten Sprung von 8,38 m den US-Amerikaner Larry Myricks, der zuvor mit 8,33 m hinter Carl Lewis und Robert Emmijan auf dem dritten Rang gelegen hatte. Evangelisti wurde daher mit der Bronzemedaille ausgezeichnet.
Es stellte sich im Nachhinein durch Computer-Auswertungen, unter anderem des Deutschen Helmar Hommel, heraus, dass Evangelistis letzter Sprung maximal 7,80 Meter betragen haben konnte, so dass von einer bewussten Fehlentscheidung der Kampfrichter zugunsten ihres Landsmannes Evangelisti ausgegangen wird. Der wohl unbeteiligte Evangelisti wurde nachträglich mit seinem real besten Sprung auf Platz vier gewertet, während Myricks die Bronzemedaille erhielt.
Hartnäckige Gerüchte, wonach der damalige – italienische – Präsident Primo Nebiolo des Leichtathletik-Weltverbandes IAAF in die Affäre verwickelt gewesen sein sollte, konnten nicht bestätigt werden.

## Ergebnisse bei Internationalen Meisterschaften
| Jahr | Wettbewerb                  | Ort                    | Ergebnis | Kommentar |
| ---- | --------------------------- | ---------------------- | -------- | --------- |
| 1982 | Halleneuropameisterschaften | Mailand, Italien       | 3        |           |
|      | Europameisterschaften       | Athen, Griechenland    | 6        |           |
| 1984 | Olympische Spiele           | Los Angeles, USA       | 3        |           |
| 1985 | Hallenweltspiele            | Paris, Frankreich      |          |           |
| 1986 | Europameisterschaften       | Stuttgart, Deutschland | 3        |           |
| 1987 | Hallenweltmeisterschaften   | Indianapolis, USA      | 3        |           |
|      | Halleneuropameisterschaften | Liévin, Frankreich     | 2        |           |
| 1987 | Weltmeisterschaften         | Rom, Italien           | 4 1      |           |
| 1988 | Halleneuropameisterschaften | Budapest, Ungarn       | 3        |           |
|      | Olympische Spiele           | Seoul, Südkorea        | 4        |           |
| 1990 | Europameisterschaften       | Split, Jugoslawien     | 7        |           |
| 1991 | Hallenweltmeisterschaften   | Sevilla, Spanien       | 3        |           |
|      | Weltmeisterschaften         | Tokio, Japan           | 7        |           |